# Хайманот
Хайманот (амх. ሃይማኖት; ивр. היימנות‎) — разновидность иудаизма, которая практикуется эфиопскими евреями.

## Название
В переводе с геэз означает «вера», «религия».
В Эфиопии различают «еврейский хайманот», «христианский хайманот» и «мусульманский хайманот».
В Израиле термин «хайманот» относится только к иудаизму.

## Тип иудаизма
Нераввинистический иудаизм.

## Календарь
Календарь представляет собой лунный календарь, состоящий из 12 месяцев, каждый из которых в свою очередь поочерёдно состоит из 29 и 30 суток. Каждые четвёртый год является високосным, в который добавляется полный месяц (30 суток). То есть обычный год состоит из 354 суток, а високосный — из 384 суток.

## Особый праздник
Сигд — символическое принятие Торы.